# Montesecaria nitida
Montesecaria nitida är en mångfotingart som först beskrevs av Kraus 1954.  Montesecaria nitida ingår i släktet Montesecaria och familjen orangeridubbelfotingar. Inga underarter finns listade i Catalogue of Life.